# Томас, Акил
Акил То́мас (англ. Akil Thomas; род. 2 января 2000, Торонто) — канадский хоккеист, центральный нападающий клуба АХЛ «Онтарио Рейн», который является фарм-клубом «Лос-Анджелес Кингз». В 2016 году провёл несколько матчей за «Сент-Майклс Баззерс» в Юниорской хоккейной лиге Онтарио (OJHL). С 2016 по 2019 год выступал за команду OHL «Ниагара Айсдогз», являясь в сезоне 2019/20 её капитаном. В сезоне 2019/20 был обменян в другую команду лиги — «Питерборо Питс». Во время драфта в НХЛ 2018 года Томас был выбран под общим 51-м номером клубом «Лос-Анджелес Кингз».
На международном уровне Томас представлял сборную Канады на юниорском чемпионате мира 2017, мемориальном турнире Ивана Глинки 2017, юниорском чемпионате мира 2018 и молодёжном чемпионате мира 2020 года, где забил победный гол в финале.

## Ранние годы
Мать Томаса имеет барбадосские корни, а его отец, Калил, родом из Торонто. Его отец играл в фарм-клубе «Торонто Мэйпл Лифс» в Американской хоккейной лиге (АХЛ). Его дядя Лео также играл в хоккейных лигах среднего и низшего класса, в том числе несколько лет выступая за «Миссисипи Ривер Кингз» и «Форт-Уэйн Кометс». В мае 2018 года дядя стал главным тренером «Мейкон Мэйхем» из Южной профессиональной хоккейной лиги (SPHL), став единственным афроамериканцем — главным тренером профессиональной хоккейной команды в Северной Америке. Томас имеет гражданства США и Канады.
Томас родился в Торонто; однако, его семья регулярно перемещалась из-за хоккейной карьеры отца. Как только отец завершил хоккейную карьеру, семья решила остаться в Орландо, штат Флорида. Это место Томас считает своим родным городом. Однако, когда Томасу было 11 лет, семья решила вернуться в Торонто, чтобы позволить ему улучшить навыки игры в хоккей. Томас учился в колледже St. Michael’s, где ему посоветовали сэкономить год, что позволило Томасу поступить на занятия в Университет Брока.
Играя за местную юношескую команду «Торонто Мальборос», Томас сыграл эпизодическую роль в фильме «Душа на льду: прошлое, настоящее и будущее» (англ. Soul On Ice: Past, Present & Future), в котором рассказывается об истории чернокожих игроков в хоккее. Его появление было связано с тем, что режиссёр Дэймон Кваме Мейсон был личным другом семьи.

## Карьера

### Клубная
В сезоне 2015/16 Томас показывал результативную игру за «Торонто Мальборос» в лиге GTHL, где он набрал 72 (33+39) очка в 56 играх. Он также продемонстрировал хороший уровень игры на Кубке Хоккейной лиги Онтарио (OHL) — турнире, призванном выявлять талантливых хоккеистов в провинции Онтарио. В конце сезона Акил сыграл за «Сент-Майкл Баззерз» в Юниорской хоккейной лиге Онтарио (OJHL), после чего был выбран под 12-м номером на драфте OHL командой «Ниагара АйсДогз». Он подписал контракт с клубом 4 июня 2016 года.
В свой первый год в OHL, в сезоне 2016/17, уже в октябре Томас был признан Новичком месяца. По итогам сезона он установил новый клубный рекорд по количеству набранных очков среди новичков. 20 апреля 2017 года Акила включили в первую Сборную молодых звёзд 2017. Он также являлся номинантом на звание новичка года OHL, но по результатом голосования занял второе место. Благодаря своему успеху в качестве новичка, Томас перед началом следующего сезона стал одним из альтернативных капитанов «Айсдогз». Он закончил регулярный сезон в качестве лучшего бомбардира «Ниагары», заработав 81 (22+59) результативный балл. В плей-офф Акил заработал 11 очков в 10 играх, что стало третьим результатом в команде.
Перед тем как принять участие в драфте НХЛ 2018, Томаса считали претендентом на выбор в первом раунде. Но в итоге Томас участвовал во втором раунде, став 51-м номером драфта, которого выбрал клуб «Лос-Анджелес Кингз». После этого Томас заявил, что он «заставит каждую команду, которая не выбрала меня, пожалеть об этом…».
Перед началом сезона 2018/19 Томас был приглашён в летний тренировочный лагерь своего клуба НХЛ и продолжил оставаться вторым капитаном «АйсДогз». После старта сезона 2018/19 Акил был назван лучшим игроком недели в OHL, набрав пять очков во время матча против «Миссисога Стилхедс», который его клуб выиграл со счётом 8:6. 12 октября он снова набрал пять очков после победы 7:2 над «Барри Кольтс». 16 марта 2019 года «Кингз» подписали с Томасом контракт новичка на три года. На следующий день после подписания нападающий набрал своё 100-е очко в сезоне. Во время первого раунда плей-офф OHL 2018/19 Томас набрал четыре очка в пяти играх. «Айсдогз» в итоге победили «Норт Бей Баттальон». Во втором раунде он вновь действовал результативно, однако «Ниагара» проиграла команде «Ошава Дженералз».
После посещения тренировочного лагеря «Лос-Анджелес Кингз» летом 2019 года, Томас был назначен капитаном «Айсдогз» в предстоящем сезоне 2019/20. В своих первых трёх играх сезона Акил набирал по три результативных балла. Затем он отдал пять голевых передач в победном матче против «Кингстон Фронтенакс», что также стало рекордом клуба. 19 октября Акил был включён в сборную игроков OHL для участия в Молодёжной суперсерии, в команду также вошёл его одноклубник Филипп Томазино. 9 января 2020 года, по окончании молодёжного чемпионата мира, Томас был обменян в другой клуб лиги «Питерборо Питс» на Кэмерона Батлера и право выбора на следующем драфте OHL.

### Международная
Томас имеет двойное гражданство Канады и Соединённых Штатов, но на международном уровне он представляет страну кленового листа. В 2016 году Томас вошёл в состав сборной на Мировой кубок вызова среди игроков до 17 лет. На турнире он был альтернативным капитаном команды и заработал 3 очка в пяти матчах
Томас представлял Канаду на юниорском чемпионате мира 2017 года в Словакии, где Канада заняла 5-е место в общем зачёте. В том же году он представлял Канаду во время Мемориала Ивана Глинки 2017 года. На турнире он набрал 6 очков, сборная выиграла «золото» в 21-й раз в своей истории. После того, как «Айсдогз» выбыли из плей-офф, Томас вошёл в состав сборной на юниорский чемпионат мира 2018. На мировом первенстве он набрал два очка в четырёх играх, сборная Канада же заняла пятое место в общем зачёте турнира.
21 декабря 2019 года Томас вошёл в окончательный состав сборной Канады для участия на молодёжном чемпионате мира 2020. Он играл на турнире в четвёртом звене, проводя на площадке в среднем менее 13 минут за матч. В финале против сборной России Акил забил свой первый гол на чемпионате, который стал победным.

## Стиль игры
Томас обладает отличным уровнем катания на коньках. Выделяют проворность нападающего, особенно его стартовое ускорение на первых нескольких шагах. Благодаря хорошему чтению игры и навыкам в позиционной игре, Акил является универсальным нападающим, который может действовать эффективно как в центре, так и на флангах атаки. Кроме того, он полезен в розыгрышах большинства и меньшинства. У Томаса хорошее владение шайбы на скорости, умение укрывать её у бортов даже от превосходящих в габаритах соперников. Специалисты отмечают высокое трудолюбие хоккеиста и его лидерские качества. Недостатками Акила выделяют его небольшие габариты и физическая сила. Из-за недостаточных размеров он менее эффективен в борьбе на пятаке перед воротами соперника, а также при силовой игре у бортов.

## Статистика
| Легенда | Легенда                    | Легенда | Легенда                   | Легенда | Легенда    |
| ------- | -------------------------- | ------- | ------------------------- | ------- | ---------- |
| И       | Количество проведённых игр | Штр     | Штрафное время            | +/−     | Плюс-минус |
| Г       | Голы                       | П       | Голевые передачи          | О       | Очки       |
| -       | Статистика неизвестна      | —       | Статистика не учитывалась |         |            |

### Международная
По данным: Eliteprospects.com и Eurohockey.com

## Достижения
| Год  | Команда         | Достижение                             | Достижение |
| ---- | --------------- | -------------------------------------- | ---------- |
| 2017 | Канада (юниор.) | Победитель Мемориала Ивана Глинки      |            |
| 2020 | Канада (мол.)   | Победитель молодёжного чемпионата мира |            |

| Год  | Команда         | Достижение                              | Достижение |
| ---- | --------------- | --------------------------------------- | ---------- |
| 2017 | Ниагара АйсДогз | Попадание в первую Сборную новичков OHL |            |

По данным: Eliteprospects.com